# Reichental (Gernsbach)
Reichental ist ein Stadtteil von Gernsbach im Landkreis Rastatt, Baden-Württemberg.

## Geographie
Der Schwarzwaldort liegt unterhalb des 988 m hohen Hohloh im Tal des Reichenbachs, eines Zuflusses der Murg, in das hier mehrere Seitentäler einmünden. Die den Ort durchquerende Landesstraße 76b führt von Gernsbach-Hilpertsau, nach einem ab dem Reichentaler Ortsausgang sehr steilen und kurvenreichen Anstieg, über Kaltenbronn ins Enztal nach Enzklösterle und Bad Wildbad. Landschaftlich prägend sind, neben den umgebenden Wäldern, terrassenartig ausgebaute Wiesen und Felder an den aus Forbachgranit gebildeten Abhängen rund ums Dorf sowie steil ansteigende Wiesentäler.

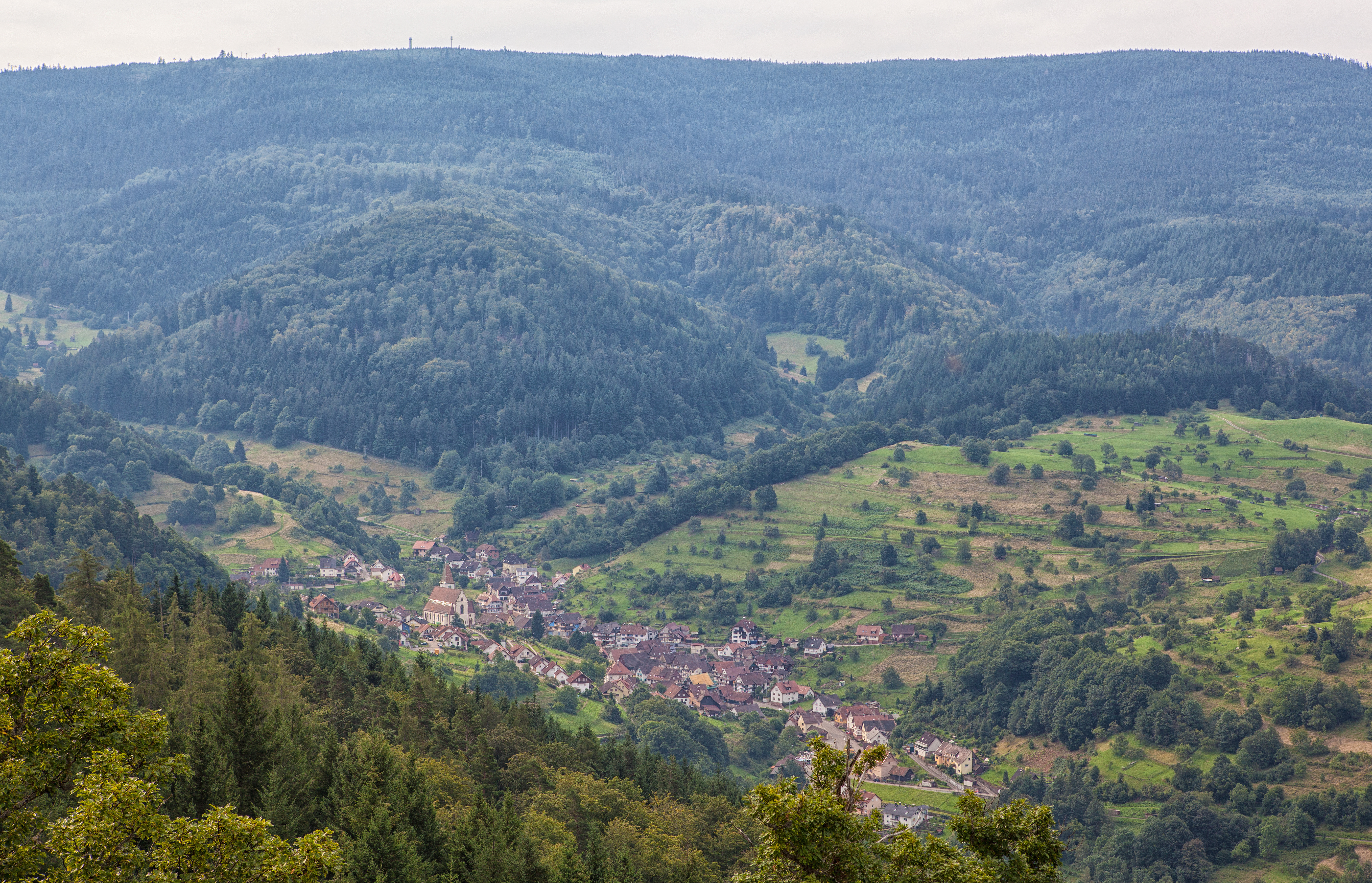
Blick vom Dachsstein auf Reichental und den Hohloh
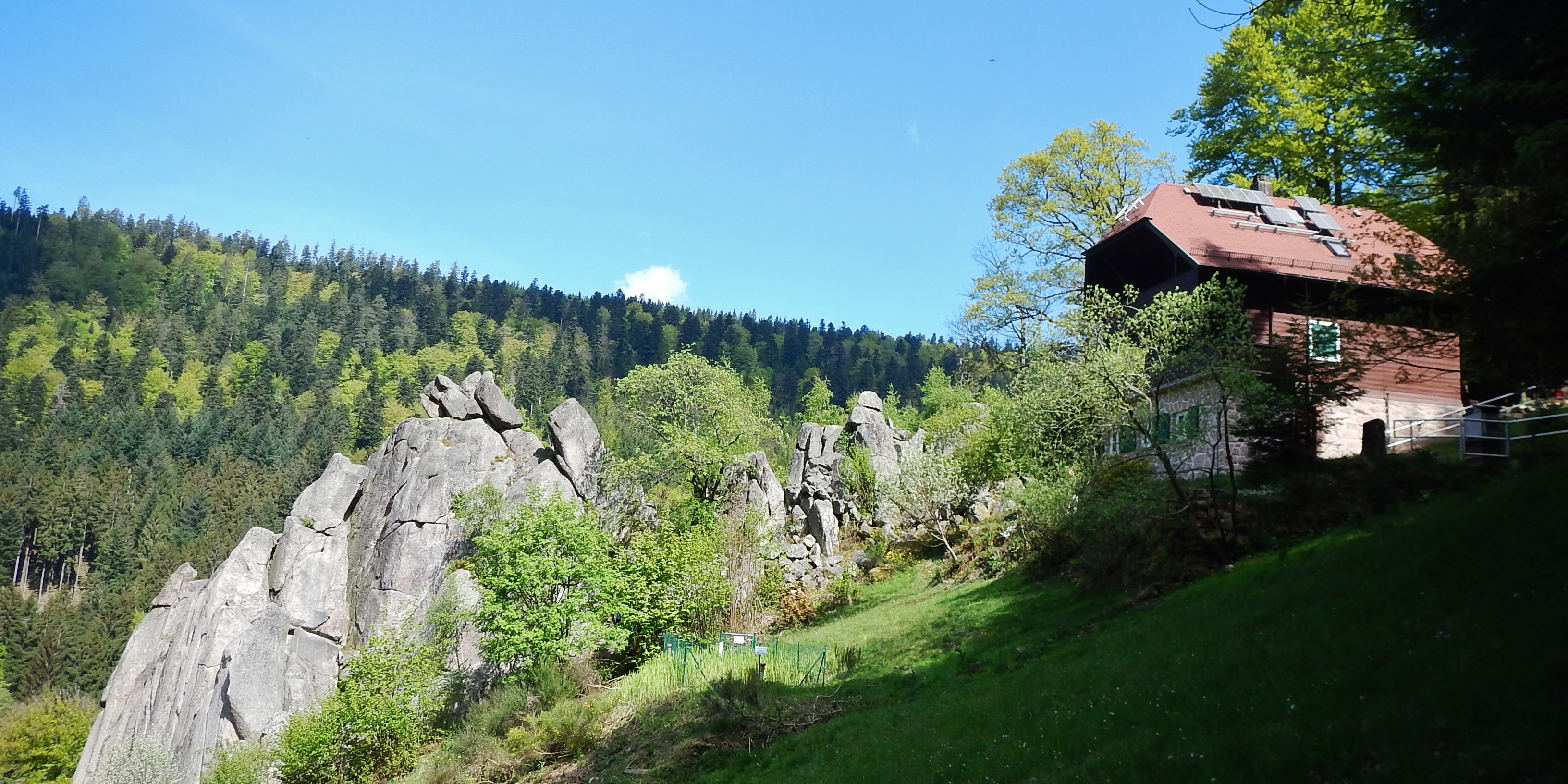
Naturdenkmal Orgelfelsen aus Forbachgranit

## Geschichte
Reichental wurde 1339/40 zum ersten Mal urkundlich erwähnt. Hauptlebensgrundlage des Dorfs waren in der Vergangenheit die großen Waldflächen. Ein Feuer vernichtete am Palmsonntag 1622 die meisten Häuser und die Mahlmühle des Dorfs. Erst im Laufe des 18. Jahrhunderts konnte sich Reichental davon erholen.
Am 1. Januar 1975 wurde Reichental nach Gernsbach eingemeindet. Im Juli 2015 feierte der Stadtteil 675-jähriges Jubiläum.

## Politik
Der Ortschaftsrat Reichental ist neben dem Gemeinderat ein eigenständiges Gremium. Er hat ein Vorschlagsrecht in allen Angelegenheiten, die den Stadtteil Reichental betreffen. Vorsitzender des Gremiums ist der Ortsvorsteher, Guido Wieland, BvR + SPD.

## Wappen
In gespaltenem Schild vorne in Gold der lateinische schwarze Großbuchstabe R, hinten in Silber auf grünem Boden eine grüne Tanne mit schwarzem Stamm.

## Kultur und Sehenswürdigkeiten

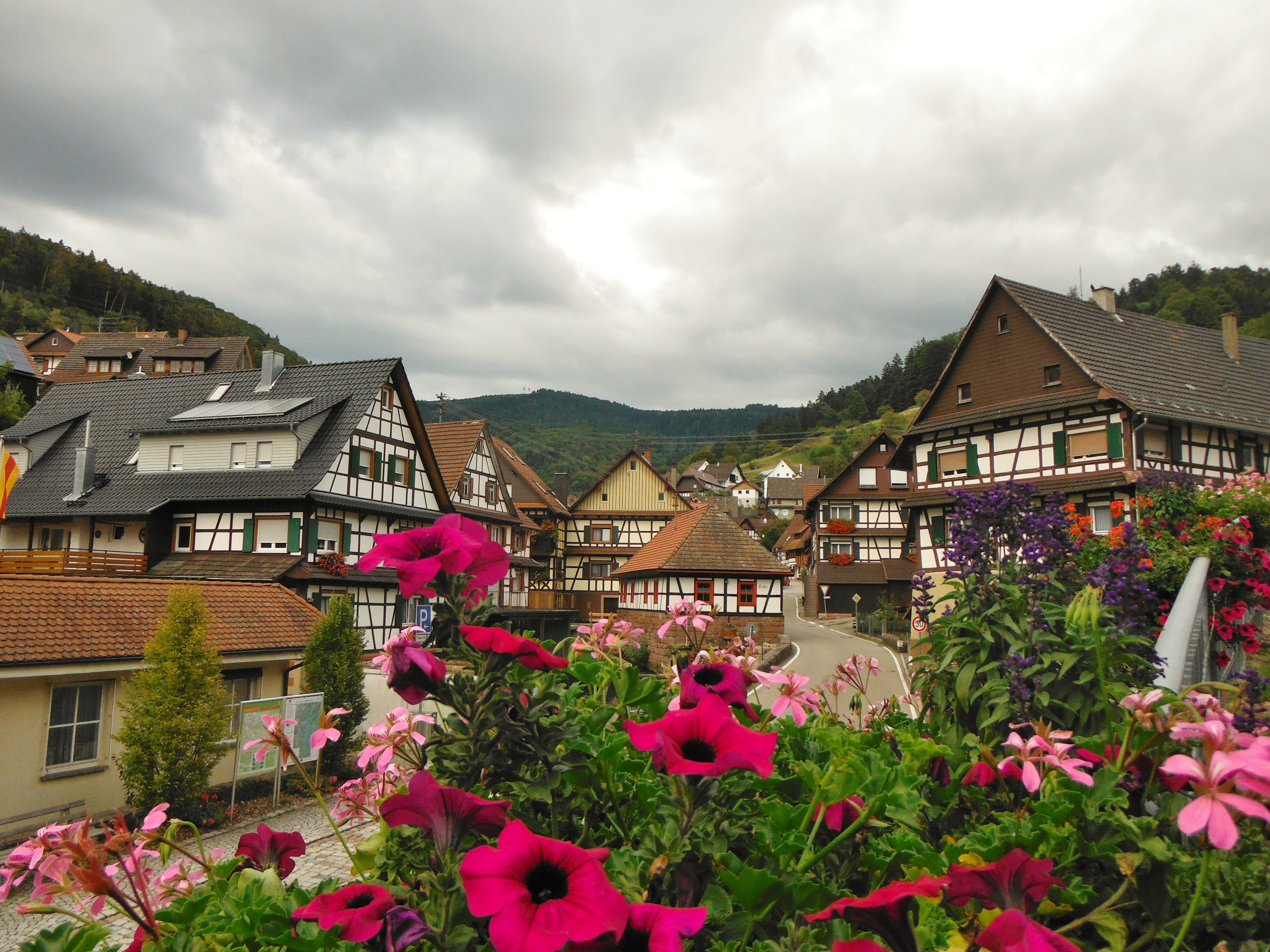
Fachwerkhäuser in Reichental

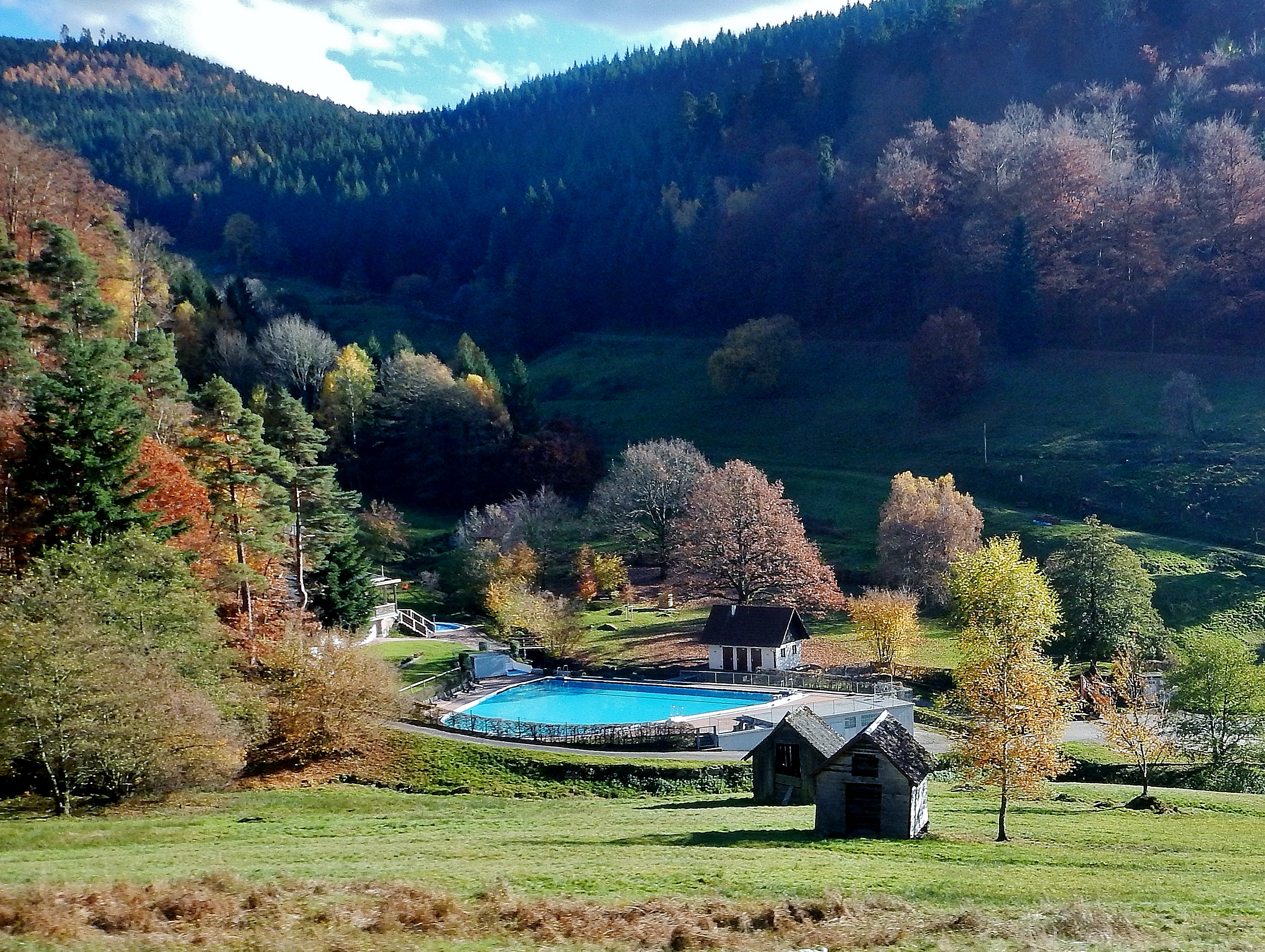
Das Reichentaler Schwimmbad in einem Heuhüttental

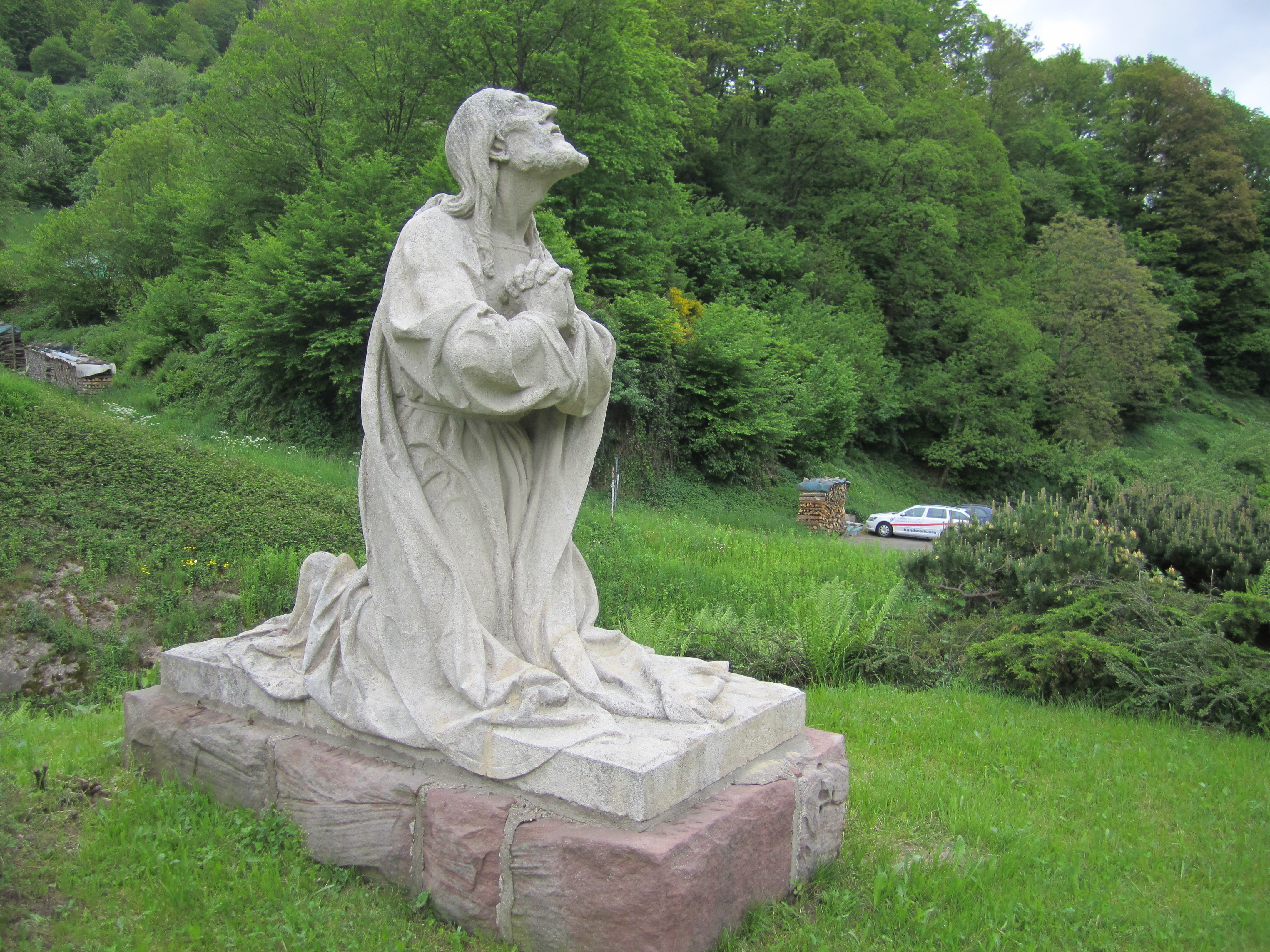
Christus-Skulptur, Teil der Ölberggruppe von Peter Valentin aus dem Jahr 1923 am Ortseingang

Der Ortskern mit zahlreichen Fachwerkhäusern ist in die von Terrassenstufen und Kleinparzellen geprägte Kulturlandschaft eingebettet. Er wird als eines der am besten überlieferten Dörfer im nördlichen Schwarzwald in der Liste der regional bedeutsamen Kulturdenkmale des Verbands Region Karlsruhe verzeichnet.
Eine kulturgeschichtliche Besonderheit und im gesamten Schwarzwald nur im Bereich des mittleren Murgtals im Umfeld von Gernsbach bis Forbach zu finden, sind die gerade auch für Reichental typischen sogenannten „Heuhüttentäler“. Aufgrund der beengten Tallage musste das Heu für die Winterfütterung auf den Wiesenflächen weiter oben gelagert werden. Erstmals erwähnt wurden diese Hütten in einem Visitationsbericht aus dem Jahr 1683. Der Überlieferung nach brachten Tiroler Holzhauer die sonst nur im alpinen Raum zu findende Bauweise mit, als sie sich, insbesondere nach den starken Bevölkerungsverlusten im Dreißigjährigen Krieg, im Murgtal ansiedelten.
Die auf einer Anhöhe gelegene neugotische Kirche St. Mauritius überragt das Dorf. Sie wurde 1897–1898 nach Plänen von Johannes Schroth errichtet und im Jahr 1900 durch Friedrich Justus Knecht geweiht. Den Hochaltar und den Marien-Seitenaltar der Mauritiuskirche schuf 1901 Franz Joseph Simmler, die fehlenden beiden Flügel fertigte 1907 die Kunstwerkstätte Gebrüder Moroder.
Im ehemaligen Dorfsägewerk ist das Waldmuseum eingerichtet, das über die Geschichte des Waldes und dessen Bewirtschaftung informiert.
Reichental ist auf Grund der malerischen Lage, der Dorfarchitektur mit vielen Fachwerkhäusern und der Nähe zum Produktionsstandort Baden-Baden ein Drehort von Fernsehserien und Filmen wie Die Fallers, Die indische Ärztin (1994–1996, mit Rosel Zech) und Nachtwald (2020/2021).
Durch Reichental verlaufen die Wanderwege Gernsbacher Runde und Murgleiter. Von Reichental führt der Kunstweg am Reichenbach nach Hilpertsau. Über Kaltenbronn und den Hohloh verlaufen die Fernwanderwege Westweg und Mittelweg.